# José Manuel Gamboa
José Manuel Gamboa es un periodista, escritor y productor musical español, especializado en flamenco, nacido en Madrid en 1959. Actualmente desempeña el cargo en SGAE de analista técnico musical en la especialidad de flamenco, y es miembro del cuerpo académico de la Cátedra de Flamencología de Jerez de la Frontera.

## Biografía
José Manuel Gamboa fue crítico musical en la edición nacional de Diario 16 y actualmente es el crítico de flamenco de La Razón. Desde 1990 es codirector del programa de radio “Madrid Flamenco” en Radiolé (SER), ha colaborado como crítico en El País, Rolling Stone, La Revista (SGAE), Alma 100, Flamenco (Revista inglesa), Boogie, Folk 88, Música Global, Música en español, El Socialista, El Independiente, Sur Exprés, EGM, Cambio 16, El Siglo que Viene, GQ, Flamenco, Sevilla Flamenca, Candil, El Olivo o Paseo Flamenco. Como investigador forma parte del cuerpo académico de la Cátedra de Flamencología de Jerez de la Frontera.
En 1992 funda la revista “La Caña”, una de las revistas especializadas en Flamenco que ha tenido más importancia y difusión en este género. Ha escrito diferentes libros como “Una Historia del Flamenco”, “Guía Libre del Flamenco”, “Flamenco de la A a la Z” y “Camarón, Vida y Obra”.
Ha realizado numerosas conferencias en universidades, festivales y la sede de SGAE, entre las que se incluyen: En 1991 participa en el coloquio en la sede de SGAE "El Flamenco en los Medios de Comunicación", en 1992 y en la Universidad Autónoma de Madrid realiza la conferencia "La Guitarra Flamenca y sus Maestros", en 1993 participa en un coloquio sobre la obra de Carmén Linares en la Universidad de Sevilla, en la Bienal de Flamenco de Sevilla de 1994 realiza la conferencia "En el Centenario de Perico el del Lunar", en 1995 y en la sede de SGAE en Madrid, realiza las conferencias "Historia y Presente de la Guitarra Flamenca" y "El Cante Flamenco, Síntesis Histórica y Estado Actual", en el Ciclo Cultural Flamenco en Fernanduñez, Córdoba, realiza la conferencia "La Antología de Cante Flamenco de Hispavox", en la II Semana Flamenca de Linares ofrece "Evolución de la guitarra Flamenca desde Patiño a Paco de Lucia", en la Universidad Internacional de Andalucía (UNIA) realiza "Flamencomatón", así mismo forma parte del consejo editor de la Plataforma Independiente de Estudios Flamencos de la UNIA, en 2013 cierra el ciclo de "Las Mañanas Literarias Flamencas" en el LII Festival Internacional de Cante de las Minas en La Unión con una conferencia sobre Sabicas, en la SumaFlamenca de Madríd 2013 participa en "Historias de Nueva York.
En su labor como productor discográfico ha realizado discos de Enrique Morente, Carmen Linares y Gerardo Núñez entre otros. Preparó el triple álbum "Camarón. Antología" (Mercury, 1996), donde, por primera vez, se ofrecen en la discografía de Camarón los créditos correctos, tanto en lo que se refiere a estilos y autores, como a los músicos que participan. Ha dirigido producciones y coleccionables como Cultura Jonda, El Flamenco es Universal, El Flamenco Vive, Integral Camarón, Quejío, Todo Camarón, Nuevo Flamenco, rescatando en algunas de ellas grabaciones inéditas de diferentes artistas importantes. En 1992 realiza un análisis de la discografía de Camarón para el recopilatorio del cantaor  Una leyenda Flamenca.
Ha sido guionista y documentalista en los programas de TVE  “Arte y artistas flamencos”, “Tesoros del Flamenco”, “Algo más que Flamenco” y “Tirititran”. Para Canal Arte fue director del documental “La Luz del Flamenco”, que presentó Paco Rabal. También ha organizado y dirigido diferentes espectáculos y ciclos como "Antonio Mairena in Memoriam", "Veranos Flamencos de la Villa", "Flamenco en el CMU Chaminade" o "Iniciación al Flamenco".
En 2021 se le dedica la V edición del Premio Internacional de Investigación Ciudad de Jerez